# Vintilă Mihăilescu
Vintilă Mihăilescu (n. 23 mai 1951, București, România – d. 22 martie 2020, București, România) a fost antropolog, autobiograf, director de muzeu, profesor universitar, psihosociolog,  publicist, scriitor de non-ficțiune și antropolog cultural român.

## Familie
Vintilă Mihăilescu a fost fiul cardiologului Vintilă V. Mihăilescu, fratele matematicianului Preda Mihăilescu și nepotul de bunic al geografului Vintilă M. Mihăilescu.

## Biografie
Absolvent al Facultății de Psihologie al Universității Bucuresti (1974), a fost cercetător în psihologie al Institutului de Geriatrie (1974-78), iar între 1979-91 a fost cercetător al Centrului de Antropologie pe lângă Academia Română.
A avut mai multe burse de studii la Mission du Patrimoine Ethnologique. A fost profesor invitat la universități din Franța (Lyon, Paul Valery Montpellier, Provence), Elveția (Neuchatel), Germania (Humboldt), Ungaria (Pecs), Canada (U.Q.A.M.) etc. Este specializat în etnopsihologie, identitate și etnicitate, studiul comunităților.
Din 1991 coordonează programe de cercetare și proiecte pe probleme rurale coordonate de PHARE și Banca Mondială, fondând Observatorul Social de pe lângă Universitatea București. Din 1993 este profesor universitar la Facultatea de Sociologie si Psihologie a Universității București, iar din 1997 coordonează Școala Masterală în Antropologie în cadrul Universității București. Din 2000 este șeful Catedrei de Sociologie la Școala Națională de Științe Politice (SNSPA) unde susține cursurile de Antropologie și cele de Comunități Sociale.
Este autorul cărții Fascinația diferenței, apărută în 1999, prin care încearcă sa explice în mod corect domeniul antropologiei din prisma experienței personale și a diferitelor accepțiuni. Din 1998 scrie și publicistică, având cronică permanentă la săptămânalul cultural Dilema Veche. Din februarie 2005 până în mai 2010 a fost director al Muzeului Țăranului Român.
În anul 2006 a fost decorat de Președintele României pentru serviciile aduse culturii române.

## Volume publicate (autor și coordonator)
- 1992 - Paysans de l'histoire: approche ethnologique de la culture roumaine -  studii de Vintilă Mihăilescu, Ioana Popescu, Ioan Pânzaru; DAR
- 1999 - Fascinația diferenței, Editura Paideia (republicată în 2014 într-o ediție actualizată la Editura Trei);
- 2000 - Socio-hai-hui: o altă sociologie a tranziției, Editura Paideia;
- 2002 - Svakodnevica nije vise ono sto je bila, traducere din română în sârbo-croată de Biljana Sikimić, Belgrad
- 2002 - Vecini și vecinătăți în Transilvania, coordonator Vintilă Mihăilescu, Gabriela Coman, Ferenc Pozsony, ... , Editura Paideia;
- 2006 - Socio-hai-hui prin arhipelagul România, Editura Polirom, Iași;
- 2007 - Antropologie. Cinci introduceri, coordonator, Editura Polirom, 2007 și 2009;
- 2009 - Etnografii urbane. Cotidianul văzut de aproape, Editura Polirom;
- 2010 - Sfârșitul jocului. România celor 20 de ani, Editura Curtea Veche;
- 2012 - Iarna vrajbei noastre: protestele din România, ianuarie - februarie 2012; coordonator Vintilă Mihăilescu, Cătălin Augustin Stoica; Editura Curtea Veche;
- 2013 - Scutecele națiunii și hainele împăratului: note de antropologie publică Editura Polirom;[4]
- 2013 - Povestea maidanezului Leuțu: despre noua ordine domestică și criza omului Editura Cartier, Chișinău[5][6][7]
- 2014 - Conditia romă si schimbarea discursului, coordonator Vintilă Mihăilescu, Petre Matei; Editura Polirom;
- 2014 - Fascinatia diferenței: anii de ucenicie ai unui antropolog, ediția a 2-a, Editura Trei;
- 2015 - Apologia pîrleazului, Editura Polirom;
- 2017 - De ce este România astfel?: avatarurile excepționalismului românesc, coordonator, Vintilă Mihăilescu, Editura Polirom;
- 2017 - Hotel Ambos Mundos. Scurt eseu de antropologie borgesiană, Editura Polirom;
- 2018 - Etnogeneză și țuică, Editura Polirom;
- 2019 - În căutarea corpului regăsit. O ego-analiză a spitalului, autoanaliză și autobiografie antropologică, Editura Polirom.

- Din 2013 - Coordonator al seriei Cartier antropologic. al Editurii Cartier [8]

## Volume colective
- Cartea cu bunici, coordonator de Marius Chivu - Editura Humanitas, 2007;
- Prima mea călătorie în străinătate, coordonator de Bogdan Iancu - Editura Art, 2010;

## Publicații
- Scutecele națiunii și hainele împăratului, Editura Polirom, 2013 [9]

### Interviuri
- Articol despre Vintilă Mihăilescu pe platforma Scena 9 - scena9.ro
- „Satul românesc nu este pregătit de integrare“. Interviu cu Vintilă MIHAILESCU, de Ovidiu Șimonca, Observator cultural - numărul 279, iulie 2005
- Vintilă Mihăilescu - „Nu prea avem intelectualitate!”, interviu apărut la 27 august 2010, consemnat de George Rădulescu, platforma online Adevărul
- Vintilă Mihăilescu, antropolog, profesor: „Am făcut liceul cu copiii nomenclaturii“, interviu publicat la 18 noiembrie 2011, consemnare Carmen Constantin, Adevărul online
- VIDEO - Antropologul Vintilă Mihăilescu la videochatul adevarul.ro: "O strategie proastă este mai bună decât zece strategii bune, care se înlocuiesc repede" Arhivat în 13 august 2012, la Wayback Machine., interviu publicat la 27 iulie 2010, consemnat de Mihaela Stoica, platforma online Adevărul
- Vintilă Mihăilesc la Zilele Biz: „Suntem o societate de primetime” Arhivat în 30 noiembrie 2012, la Wayback Machine., apărut 27 noiembrie 2012, pe platforma online [Psihoterapie Net

### Interviuri despre mineriade
- Secretele Mineriadei / De ce a apelat puterea din '90 tocmai la mineri?, 21 iunie 2010, Laurențiu Ungureanu, Florin Marin, Adevărul
- Secretele Mineriadei / Vintilă Mihăilescu, antropolog: „Organizatorii au știut că minerii vor fi susținuți“, 22 iunie 2010, Laurențiu Ungureanu, Florin Marin, Adevărul